# Chelsea F.C. mùa giải 1964-65
Mùa giải 1964-65 là mùa bóng thứ 51 của Chelsea Football Club, và là mùa thứ 38 của họ tại giải đấu cao nhất nước Anh.

## Kết quả

### First Division
| Ngày                 | Đối thủ                 | Địa điểm | Kết quả | Khán giả | Cầu thủ ghi bàn                       |
| -------------------- | ----------------------- | -------- | ------- | -------- | ------------------------------------- |
| 22 tháng 8 năm 1964  | Wolverhampton Wanderers | K        | 3-0     | 25,181   | Tambling (2), Venables                |
| 26 tháng 8 năm 1964  | Aston Villa             | N        | 2-1     | 30,389   | Tambling, Bridges                     |
| 29 tháng 8 năm 1964  | Sunderland              | N        | 3-1     | 46,710   | Shellito, Murray, Graham              |
| 31 tháng 8 năm 1964  | Aston Villa             | K        | 2-2     | 19,740   | Murray, Tambling                      |
| 5 tháng 9 năm 1964   | Leicester City          | K        | 1-1     | 22,186   | Hollins                               |
| 9 tháng 9 năm 1964   | Sheffield Wednesday     | N        | 1-1     | 31,973   | Venables                              |
| 12 tháng 9 năm 1964  | Fulham                  | N        | 1-0     | 41,472   | Bridges                               |
| 16 tháng 9 năm 1964  | Sheffield Wednesday     | K        | 3-2     | 18,176   | Murray (2), Graham                    |
| 19 tháng 9 năm 1964  | Leeds United            | N        | 2-0     | 38,006   | Hollins, Venables                     |
| 26 tháng 9 năm 1964  | Arsenal                 | K        | 3-1     | 54,936   | Murray, Tambling, Venables            |
| 30 tháng 9 năm 1964  | Manchester United       | N        | 0-2     | 60,769   |                                       |
| 3 tháng 10 năm 1964  | Blackburn Rovers        | N        | 5-1     | 34,913   | Harris, Tambling, Bridges (3)         |
| 10 tháng 10 năm 1964 | Nottingham Forest       | K        | 2-2     | 35,320   | Bridges, Venables                     |
| 17 tháng 10 năm 1964 | Stoke City              | N        | 4-0     | 28,650   | Murray, Graham (2), Tambling          |
| 24 tháng 10 năm 1964 | Tottenham Hotspur       | K        | 1-1     | 52,927   | Graham                                |
| 31 tháng 10 năm 1964 | Burnley                 | N        | 0-1     | 29,040   |                                       |
| 7 tháng 11 năm 1964  | Sheffield United        | K        | 2-0     | 23,505   | Murray, Bridges                       |
| 14 tháng 11 năm 1964 | Everton                 | N        | 5-1     | 30,716   | Murray, Graham (2), Bridges, Tambling |
| 21 tháng 11 năm 1964 | Birmingham City         | K        | 6-1     | 19,803   | Mortimore, Graham (3), McCalliog      |
| 28 tháng 11 năm 1964 | West Ham United         | N        | 0-3     | 44,204   |                                       |
| 5 tháng 12 năm 1964  | West Bromwich Albion    | K        | 2-0     | 15,277   | Graham, Bridges                       |
| 12 tháng 12 năm 1964 | Wolverhampton Wanderers | N        | 2-1     | 20,952   | Bridges (2)                           |
| 19 tháng 12 năm 1964 | Sunderland              | K        | 0-3     | 41,236   |                                       |
| 26 tháng 12 năm 1964 | Blackpool               | N        | 2-0     | 30,581   | Bridges (2)                           |
| 2 tháng 1 năm 1965   | Leicester City          | N        | 4-1     | 28,344   | McCreadie, Murray, Graham, Bridges    |
| 16 tháng 1 năm 1965  | Fulham                  | K        | 2-1     | 26,400   | Graham, Tambling                      |
| 23 tháng 1 năm 1965  | Leeds United            | K        | 2-2     | 47,109   | Graham, Bridges                       |
| 6 tháng 2 năm 1965   | Arsenal                 | N        | 2-1     | 46,798   | Graham (2)                            |
| 13 tháng 2 năm 1965  | Blackburn Rovers        | K        | 3-0     | 16,683   | Murray, Bridges, Tambling             |
| 22 tháng 2 năm 1965  | Nottingham Forest       | N        | 0-1     | 29,038   |                                       |
| 27 tháng 2 năm 1965  | Stoke City              | K        | 2-0     | 28,005   | Murray, Graham                        |
| 10 tháng 3 năm 1965  | Tottenham Hotspur       | N        | 3-1     | 51,390   | Bridges, Venables, Tambling           |
| 13 tháng 3 năm 1965  | Manchester United       | K        | 0-4     | 56,261   |                                       |
| 22 tháng 3 năm 1965  | Sheffield United        | N        | 3-0     | 31,837   | Murray (2), Bridges                   |
| 31 tháng 3 năm 1965  | Everton                 | K        | 1-1     | 40,384   | Murray                                |
| 3 tháng 4 năm 1965   | Birmingham City         | N        | 3-1     | 28,975   | Bridges, Tambling, OG                 |
| 12 tháng 4 năm 1965  | West Ham United         | K        | 2-3     | 33,288   | Bridges, Venables                     |
| 16 tháng 4 năm 1965  | Liverpool               | N        | 4-0     | 62,587   | Hinton, Murray (2), Tambling          |
| 17 tháng 4 năm 1965  | West Bromwich Albion    | N        | 2-2     | 30,792   | Murray, Tambling                      |
| 19 tháng 4 năm 1965  | Liverpool               | K        | 0-2     | 41,847   |                                       |
| 24 tháng 4 năm 1965  | Burnley                 | K        | 2-6     | 15,215   | R. Harris, Houseman                   |
| 26 tháng 4 năm 1965  | Blackpool               | K        | 2-3     | 16,008   | Mortimore, Tambling                   |

Tr = Trận đấu; T = Trận thắng; H = Trận hòa; B = Trận thua; BT = Bàn thắng; BB = Ban thua; TS = Tỉ số bàn thắng; Điểm = Điểm

### FA Cup
| Ngày                | Vòng | Đối thủ             | Địa điểm | Kết quả | Khán giả | Cầu thủ ghi bàn                        |
| ------------------- | ---- | ------------------- | -------- | ------- | -------- | -------------------------------------- |
| 9 tháng 1 năm 1965  | 3    | Northampton Town    | N        | 4-1     | 44,345   | Bridges (2), Tambling, (phản lưới)     |
| 30 tháng 1 năm 1965 | 4    | West Ham United     | K        | 1-0     | 37,000   | Tambling                               |
| 20 tháng 2 năm 1965 | 5    | Tottenham Hotspur   | N        | 1-0     | 63,205   | Bridges                                |
| 6 tháng 3 năm 1965  | TK   | Peterborough United | N        | 5-1     | 63,635   | Hollins, Murray, Bridges, Tambling (2) |
| 27 tháng 3 năm 1965 | BK   | Liverpool           | N        | 0-2     | 67,686   |                                        |

### League Cup
| Ngày                 | Vòng     | Đối thủ         | Địa điểm | Kết quả | Khán giả | Cầu thủ ghi bàn                 |
| -------------------- | -------- | --------------- | -------- | ------- | -------- | ------------------------------- |
| 23 tháng 9 năm 1964  | 2        | Birmingham City | K        | 3-0     | 15,300   | Tambling (2), Graham            |
| 26 tháng 10 năm 1964 | 3        | Notts County    | N        | 4-0     | 6,596    | Harris, Tambling (2), McCalliog |
| 11 tháng 11 năm 1964 | 4        | Swansea Town    | N        | 3-2     | 5,979    | Brown, Graham (2)               |
| 25 tháng 11 năm 1964 | TK       | Workington      | K        | 2-2     | 18,000   | Bridges (2)                     |
| 6 tháng 12 năm 1964  | TK (lại) | Workington      | N        | 2-0     | 7,936    | Osgood (2)                      |
| 20 tháng 1 năm 1965  | BK       | Aston Villa     | K        | 3-2     | 12,022   | Boyle, Bridges, Tambling        |
| 3 tháng 2 năm 1965   | BK       | Aston Villa     | N        | 1-1     | 17,425   | Graham                          |
| 5 tháng 3 năm 1965   | CK       | Leicester City  | N        | 3-2     | 20,690   | McCreadie, Venables, Tambling   |
| 5 tháng 4 năm 1965   | CK       | Leicester City  | K        | 0-0     | 26,957   |                                 |